# Johannes Fabricius
Johann o Johannes Fabricius, forma latinizzata del suo cognome originale Goldsmid (Resterhave, 8 gennaio 1587 – Marienhafe, 19 marzo 1616), è stato un medico, astrologo e astronomo tedesco di origine frisona, primogenito di David Fabricius.
Johannes fu tra i primi ad aver osservato attraverso un telescopio le macchie solari, alla cui scoperta sarebbe giunto quasi contemporaneamente anche Galileo Galilei.

## Biografia

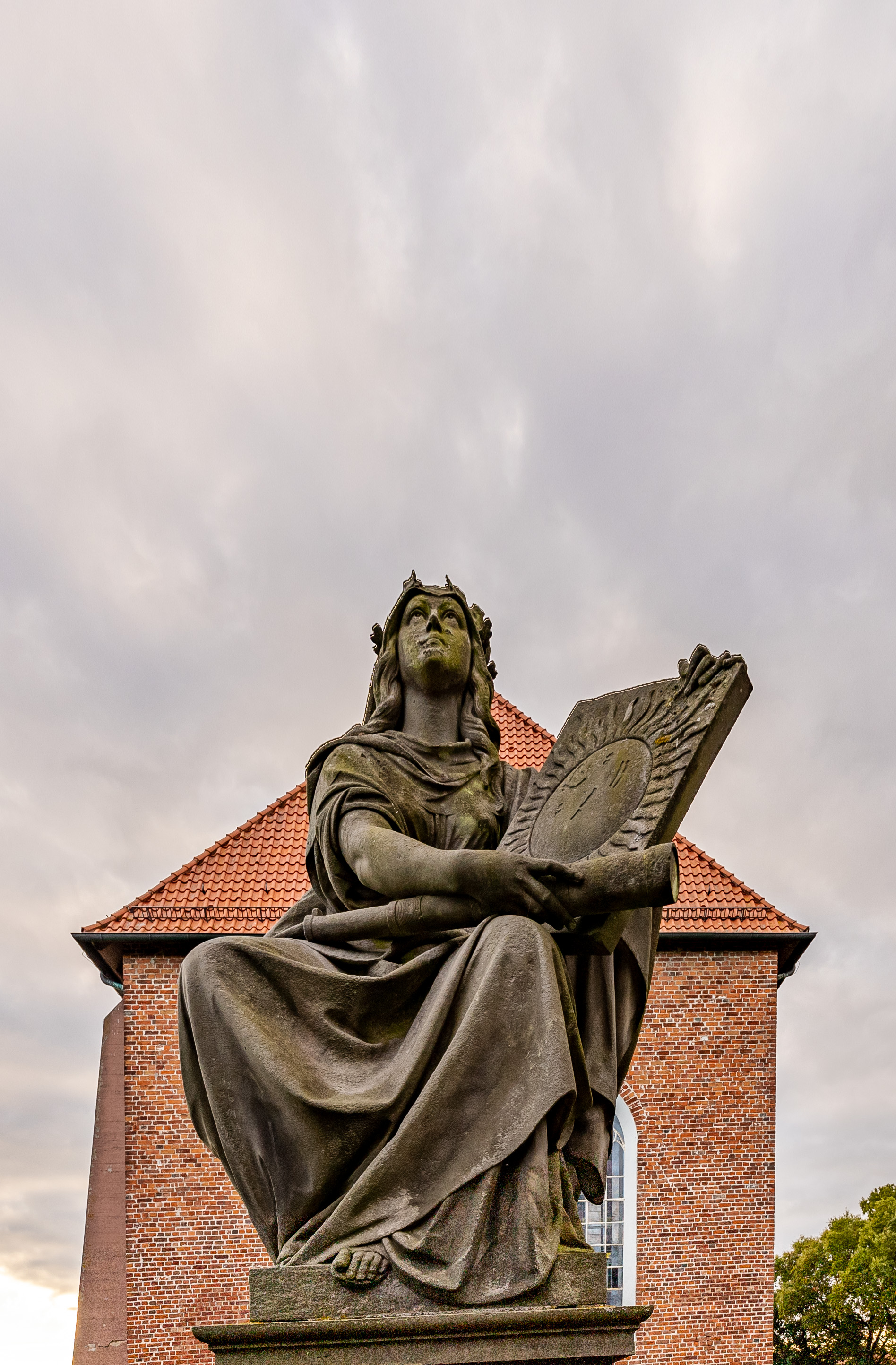
Monumento a David e Johann Fabricius nel cimitero di Osteel.

Nacque da David Fabricius, pastore luterano dedito all'astrologia e all'astronomia, che era divenuto famoso per aver scoperto la variabilità della stella Mira nel 1596. Johannes Fabricius studiò medicina tra il 1604 e il 1610 a Helmstedt, Wittenberg e infine a Leida, dove iniziò le sue prime osservazioni con un telescopio, assistito in seguito dal padre.
Johannes rilevò le macchie solari per la prima volta il 27 febbraio 1611 secondo la datazione di allora, corrispondente al 9 marzo secondo il calendario gregoriano adottato decenni prima solo nei paesi latini. In un primo momento Johannes e suo padre avevano osservato le macchie solari direttamente attraverso il telescopio, in prossimità dell'alba o del tramonto; in seguito utilizzarono la tecnica della camera oscura sviluppata da Keplero.
Johannes pubblicò la scoperta nel giugno successivo, nell'opera De Maculis in Sole Observatis et apparente earum cum Sole conversione, Narratio («Narrazione sull'osservazione di macchie sul Sole e la loro apparente rotazione insieme al Sole».
Nella sua opera egli fornisce una spiegazione ritenuta valida tutt'oggi circa il movimento delle macchie solari, interpretandolo come il risultato della rotazione del Sole attorno al proprio asse.
Dopo la sua morte avvenuta nel 1616 a Marienhafe, le sue osservazioni rimasero dimenticate fino al 1723, quando fu ritrovata e nuovamente pubblicata una copia del suo piccolo opuscolo. Fino ad allora, la paternità delle prime osservazioni sulle macchie solari con un telescopio era stata contesa tra Galileo Galilei ed il gesuita Christoph Scheiner, che le avevano osservate nello stesso anno di Johannes Fabricius, sebbene leggermente più tardi.

## Opere
- Joh. Fabricii Phrysii De Maculis in Sole observatis, et apparente earum cum Sole conversione, Narratio, Witebergae, Typis Laurentij Leuberlichij, Anno M.DC.XI.